# Conrad Carleson
Axel Oskar Conrad Carleson, född 23 augusti 1868 på Fredriksbergs herrgård i Döderhults församling, Kalmar län, död 16 mars 1954 i Torsvalla i Gnesta i Frustuna församling, Södermanlands län, var ett svenskt statsråd (liberal), företagsledare, förläggare och ämbetsman.

## Biografi
Carleson var extra ordinarie kammarskrivare vid tullkammaren i Norrköping 1888–1889 och tog hovrättsexamen i Lund 1893. Han var amanuens i Finansdepartementet och Domänstyrelsen 1897, ombudsman och fiskal i Domänstyrelsen 1909–1910 samt sekreterare i Bankinspektionen 1906–1910. Carleson var expeditionschef i Finansdepartementet 1909–1910, kammarrättsråd 1910, ledamot av åtskilliga skattekommissioner 1906–1916, av pensionsfondskommissionen 1915 och av arbetslöshetsutredningen 1927.
Han var verkställande direktör i AB P. A. Norstedt & söner och i AB Hiertas bokförlag 1910–1933 samt i AB Svenska bokförlaget 1928–1936. Carleson var också ordförande i Sveriges litografiska tryckerier. Han var styrelseordförande för Nya bokförläggarföreningen 1910 samt Svenska bokförläggarföreningen 1912–1934. Som politiker var han främst inriktad på skatte- och arbetsrättsliga frågor.
Carleson var statsråd och finansminister 30 mars till 19 oktober 1917, riksdagsledamot (andra kammaren) för Stockholms stads valkrets 1929–1936, fram till 1934 för Liberala riksdagspartiet och därefter för det nybildade Folkpartiet.
Carleson var son till ryttmästaren Axel Carleson av adelsätten Carleson och Emelie Hultenheim samt bror till Axel Carleson. Han var vidare brorson till Edvard Carleson och farfars bror till Lennart Carleson. Carleson gifte sig 1900 med friherrinnan Theresine Cederström (1868–1930), dotter till löjtnanten friherre Edvard Cederström och friherrinnan Märtha Leijonhufvud. Dottern Madeleine (1901–1983) var gift med Gerard De Geer (1893–1992) och dottern Cecilia (1903–1951) med Nils Berencreutz (1891–1986).